# Tillandsia fassettii
Tillandsia fassettii är en gräsväxtart som beskrevs av Lyman Bradford Smith. Tillandsia fassettii ingår i släktet Tillandsia och familjen Bromeliaceae. Inga underarter finns listade i Catalogue of Life.